# Thomas de Grey (2e baron Walsingham)
Thomas de Grey, 2e baron Walsingham (14 juillet 1748 - 16 janvier 1818), est un homme politique britannique qui siège à la Chambre des communes de 1774 à 1781 puis accède à la Pairie en tant que baron Walsingham. Il est directeur général adjoint des postes et est pendant de nombreuses années président de comités de la Chambre des lords.

## Biographie
Il est le fils de William de Grey (1er baron Walsingham), juge en chef des Common Pleas. Il fait ses études au Collège d'Eton de 1760 à 1765 et au Trinity Hall de Cambridge en 1766. Il succède à son père comme 2e baron Walsingham le 9 mai 1781 et hérite de son oncle Thomas de Grey du domaine de Merton Hall, Norfolk, la même année.
Il est valet de la chambre à coucher du roi George III de 1771 à 1777. Il est également Lord of Trade (1777-1781), sous-secrétaire d'État au département américain (février 1778 - septembre 1780), vice-trésorier de l'Irlande (1784-1787) et maître général des postes (1787-1794).
Il est député de Wareham en 1774, de Tamworth de 1774 à 1780, et de Lostwithiel de 1780 à 1781, quand il a succédé à son père et a pris son siège à la Chambre des Lords. En 1783, Lord Walsingham est admis au Conseil privé et, de 1794 à 1814, il est président des comités de la Chambre des lords.

## Famille
Il épouse Augusta Georgina Elizabeth Irby, fille de William Irby (1er baron Boston). Il meurt en janvier 1818, à l'âge de 69 ans, et son fils aîné, George de Grey (3e baron Walsingham) lui succède.